# Тикканен, Тойво
То́йво Ро́берт Ти́кканен (фин. Toivo Robert Tikkanen; 15 апреля 1888 — 1 июня 1947) — финский стрелок, призёр Олимпийских игр.
Тойво Тикканен родился в 1888 году в Риме, Италия. В 1920 году на Олимпийских играх в Антверпене он принял участие в соревнованиях по четырём стрелковым дисциплинам, и завоевал серебряную и бронзовую медали. В 1924 году на Олимпийских играх в Париже он принял участие в соревнованиях по шести стрелковым дисциплинам, и стал обладателем бронзовой медали.
Похоронен на кладбище Кулосаари в Хельсинки.